# Abraham Akopesha
Abraham Kasongor Akopesha (10 dicembre 1993) è un maratoneta e mezzofondista keniota.

## Biografia
Nel 2011 ha vinto una medaglia d'argento nei 5000 m ai campionati africani juniores.

## Palmarès
| Anno | Manifestazione               | Sede     | Evento       | Risultato | Prestazione | Note |
| ---- | ---------------------------- | -------- | ------------ | --------- | ----------- | ---- |
| 2011 | Campionati africani juniores | Gaborone | 5000 m piani | Argento   | 13'39"17    |      |

## Altre competizioni internazionali
2011
- 5º al Meeting international d'athlétisme de Dakar ( Dakar), 3000 m piani - 7'54"04

2012
- 16º al Golden Spike Ostrava ( Ostrava), 3000 m piani - 8'07"56

2014
- 4º alla Mezza maratona di Azpeitia ( Azpeitia) - 1h01'27"
- Argento alla Mezza maratona di Darica ( Darıca) - 1h03'25"
- Bronzo alla Mezza maratona di Sarnen ( Sarnen) - 1h04'25"

2015
- 6º alla Mezza maratona di Istanbul ( Istanbul) - 1h00'25"
- 4º alla Mezza maratona di Sarnen ( Sarnen) - 1h02'03"

2016
- Oro alla Mezza maratona di Karlovy Vary ( Karlovy Vary) - 1h02'08"

2017
- 11º alla Maratona di Parigi ( Parigi) - 2h10'12"
- 7º alla Maratona di Hengshui ( Hengshui) - 2h19'35"

2018
- 9º alla Maratona di Roma ( Roma) - 2h14'38"
- Argento alla Maratona di La Rochelle ( La Rochelle) - 2h14'06"
- Argento alla Mezza maratona di Porto ( Porto) - 1h01'19"
- Oro alla Mezza maratona di Trento ( Trento) - 1h02'09"

2023
- Argento alla Mezza maratona di Gand ( Gand) - 1h00'40"
- Oro alla Mezza maratona di Varsavia ( Varsavia) - 1h00'56"
- 4º alla Mezza maratona di Bucarest ( Bucarest) - 1h03'12"